# George Beverloo

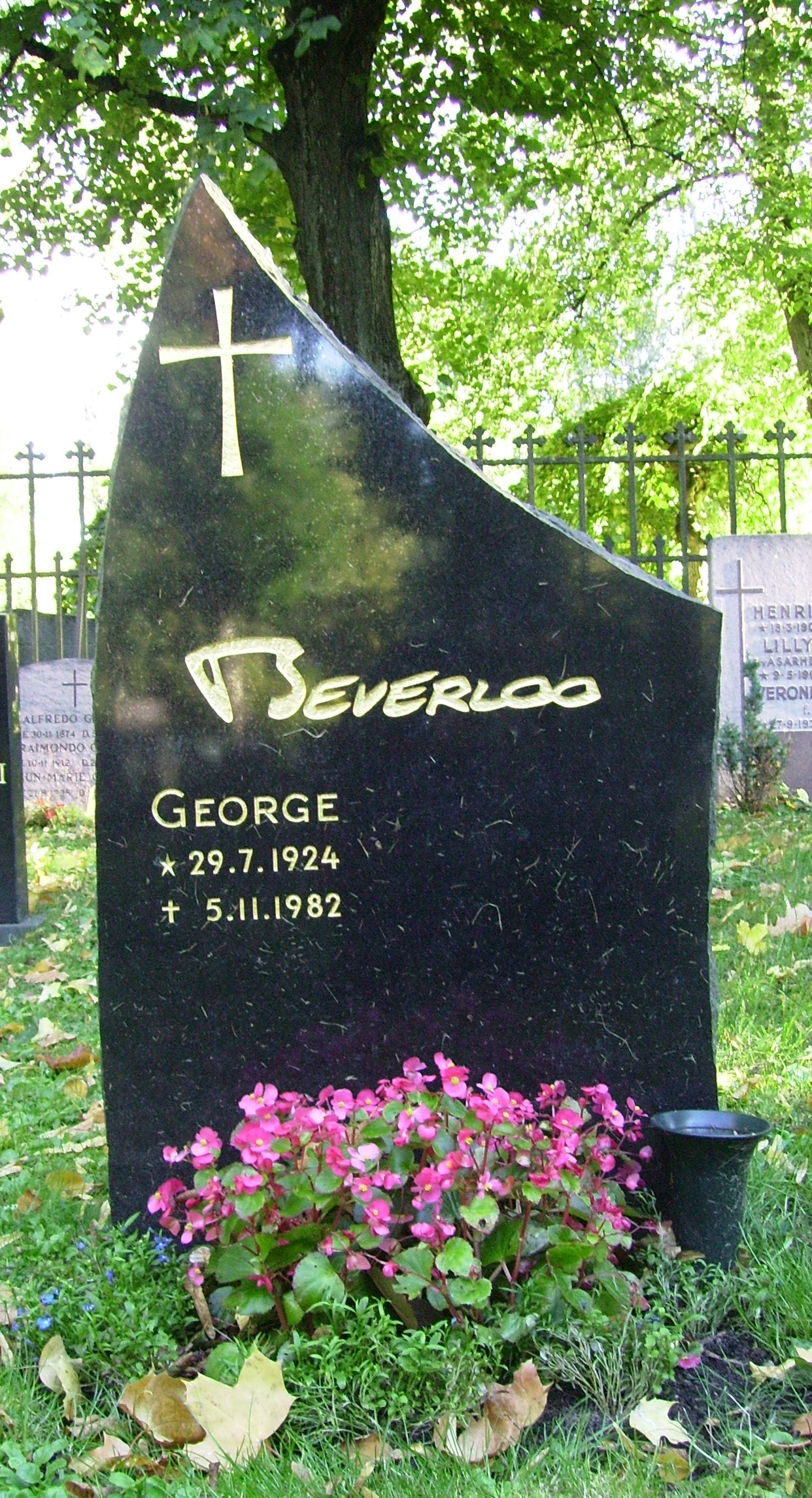
George Beverloos gravvård på Romersk-katolska norra begravningsplatsen i Solna kommun.

George Martin Beverloo, född 29 juli 1924 i Ljusne, död 5 november 1982 i Solna församling, var en svensk sportjournalist, tecknare, författare och kolumnist. 

## Biografi
Beverloo hade vallonsk härstamning. Han studerade vid Tekniska skolan med examen 1941 och inledde sin tecknarbana med sportteckningar i Stockholms-Tidningen, Svenska Dagbladet och Aftonbladet. Så småningom började han teckna för tidningen Motor, där han fram till sin död var en inflytelserik medarbetare – inte minst inom området bilsäkerhet. Även Datasaab och tidningen Allers hörde till hans uppdragsgivare. 
Hans teckningar var inte enbart för att roa, mycket av det han gjorde var resultat av att han noggrant hade satt sig in i det han beskrev. Beverloo var mycket intresserad av och kunnig inom vetenskapliga områden, framför allt medicin, flygvetenskap och rymdforskning, vilket resulterade i en mängd pedagogiska teckningar. I samarbete med flera av den tidens mest framstående läkare gjorde han reportage som förklarade skeenden i människokroppen. Han anlitades som illustratör i flera TV-program, bland annat om utvecklingen av stridsflygplanet Viggen, där han även bidrog med en manuellt tecknad filmsekvens.
Det finns många böcker med och av Beverloo, bland annat Bilar och Brudar (1959). År 1983 utkom postumt boken Beverloo, med en mängd av hans teckningar. 

### Familj
Beverloo var son till muraren Martin Svensson och Agnes Rönnberg, och han antog sedermera sitt signaturnamn som efternamn.
Han var från 1947 till sin död gift med Lilliane, född Rydén (1923–2022), och de fick två döttrar, Margaretha Beverloo Smith och Anne-Marie Beverloo. Beverloo är begravd på Katolska kyrkogården i Stockholm.